# Catinone sostituito

Cathinone

Struttura chimica generale dei catinoni sostituiti, con R _{1} -R _{4} definiti nel testo

I catinoni sostituiti sono molecole ad azione stimolante ed entactogena-empatogena, derivati dal catinone.
Sono caratterizzati da un nucleo di fenetilammina con un gruppo alchilico attaccato al carbonio alfa e un gruppo chetone attaccato al carbonio beta, insieme a sostituzioni aggiuntive. Il catinone si trova naturalmente nella pianta khat le cui foglie vengono masticate come droga ricreativa.

## Elenco dei catinoni sostituiti
I derivati possono essere prodotti mediante sostituzioni in quattro posizioni della molecola del catinone:
- R 1 = idrogeno o qualsiasi combinazione di uno o più sostituenti alchilici, alcossi, alchilendiossi, aloalchilici o alogenuri
- R 2 = idrogeno o qualsiasi gruppo alchilico
- R 3 = idrogeno, qualsiasi gruppo alchilico o incorporazione in una struttura ciclica
- R 4 = idrogeno, qualsiasi gruppo alchilico o incorporazione in una struttura ciclica

La tabella seguente mostra i derivati importanti che sono stati riportati:
| Structure | Compound                   | R1                                       | R2            | R3           | R4                    | CAS number   |
| --------- | -------------------------- | ---------------------------------------- | ------------- | ------------ | --------------------- | ------------ |
|           | Cathinone                  | H                                        | Me            | H            | H                     | 71031-15-7   |
|           | Methcathinone              | H                                        | Me            | H            | Me                    | 5650-44-2    |
|           | Ethcathinone               | H                                        | Me            | H            | Et                    | 51553-17-4   |
|           | Propylcathinone            | H                                        | Me            | H            | nPr                   | 52597-14-5   |
|           | Buphedrone                 | H                                        | Et            | H            | Me                    | 408332-79-6  |
|           | NEB                        | H                                        | Et            | H            | Et                    | 1354631-28-9 |
|           | N-methyl-N-ethylbuphedrone | H                                        | Et            | Me           | Et                    |              |
|           | Pentedrone                 | H                                        | nPr           | H            | Me                    | 879722-57-3  |
|           | N-Ethylpentedrone          | H                                        | nPr           | H            | Et                    | 18268-16-1   |
|           | N-Isopropylpentedrone      | H                                        | nPr           | H            | iPr                   |              |
|           | Hexedrone                  | H                                        | nBu           | H            | Me                    |              |
|           | Ethyl-Hexedrone            | H                                        | nBu           | H            | Et                    | 18410-62-3   |
|           | N-Butyl-hexedrone          | H                                        | nBu           | H            | nBu                   |              |
|           | N-Isobutylhexedrone (NDH)  | H                                        | nBu           | H            | i-Bu                  |              |
|           | Isohexedrone               | H                                        | iBu           | H            | Me                    |              |
|           | N-Ethylheptedrone          | H                                        | nPe           | H            | Et                    |              |
|           | Octedrone                  | H                                        | hexyl         | H            | Me                    |              |
|           | Dimethylcathinone          | H                                        | Me            | Me           | Me                    | 15351-09-4   |
|           | Diethylpropion             | H                                        | Me            | Et           | Et                    | 134-80-5     |
|           | N-methyl-N-ethylcathinone  | H                                        | Me            | Me           | Et                    | 1157739-24-6 |
|           | Bupropion (3-CBP)          | 3-Cl                                     | Me            | H            | t-Bu                  | 34911-55-2   |
|           | Hydroxybupropion           | 3-Cl                                     | Me            | H            | 2-Me-3-OH-propan-2-yl | 357399-43-0  |
|           | Mephedrone                 | 4-Me                                     | Me            | H            | Me                    | 1189805-46-6 |
|           | 2-MMC                      | 2-Me                                     | Me            | H            | Me                    |              |
|           | 2-MEC                      | 2-Me                                     | Me            | H            | Et                    |              |
|           | 2-EEC                      | 2-Et                                     | Me            | H            | Et                    |              |
|           | 3-MMC                      | 3-Me                                     | Me            | H            | Me                    | 1246816-62-5 |
|           | 3-MEC                      | 3-Me                                     | Me            | H            | Et                    |              |
|           | 3-EMC                      | 3-Et                                     | Me            | H            | Me                    |              |
|           | 3-EEC                      | 3-Et                                     | Me            | H            | Et                    |              |
|           | 4-EMC                      | 4-Et                                     | Me            | H            | Me                    | 1225622-14-9 |
|           | 4-EEC                      | 4-Et                                     | Me            | H            | Et                    |              |
|           | 4-MC                       | 4-Me                                     | Me            | H            | H                     | 31952-47-3   |
|           | Benzedrone                 | 4-Me                                     | Me            | H            | Bn                    | 1225617-75-3 |
|           | 2'-MeO-Benzedrone          | 4-Me                                     | Me            | H            | 2-MeO-Bn              |              |
|           | 4-MEC                      | 4-Me                                     | Me            | H            | Et                    | 1225617-18-4 |
|           | 4-MPC                      | 4-Me                                     | Me            | H            | nPr                   |              |
|           | N,N-DMMC                   | 4-Me                                     | Me            | Me           | Me                    |              |
|           | N,N-MEMC                   | 4-Me                                     | Me            | Me           | Et                    |              |
|           | N,N-DEMC                   | 4-Me                                     | Me            | Et           | Et                    | 676316-90-8  |
|           | 4-MEAP                     | 4-Me                                     | Pr            | H            | Et                    | 746540-82-9  |
|           | EDMC                       | 4-Et                                     | Me            | Me           | Me                    |              |
|           | 2,4-DMMC                   | 2,4-dimethyl                             | Me            | H            | Me                    |              |
|           | 2,4-DMEC                   | 2,4-dimethyl                             | Me            | H            | Et                    |              |
|           | 3,4-DMMC                   | 3,4-dimethyl                             | Me            | H            | Me                    | 1082110-00-6 |
|           | 3,4-DMEC                   | 3,4-dimethyl                             | Me            | H            | Et                    |              |
|           | 2,4,5-TMMC                 | 2,4,5-trimethyl                          | Me            | H            | Me                    |              |
|           | 2,4,5-TMOMC                | 2,4,5-trimethoxy                         | Me            | H            | Me                    |              |
|           | 3,4,5-TMOMC                | 3,4,5-trimethoxy                         | Me            | H            | Me                    |              |
|           | Methedrone                 | 4-MeO                                    | Me            | H            | Me                    | 530-54-1     |
|           | Dimethedrone               | 4-MeO                                    | Me            | Me           | Me                    | 91564-39-5   |
|           | Ethedrone                  | 4-MeO                                    | Me            | H            | Et                    |              |
|           | 2-MOMC                     | 2-MeO                                    | Me            | H            | Me                    |              |
|           | 3-MOMC                     | 3-MeO                                    | Me            | H            | Me                    |              |
|           | 3-FC                       | 3-F                                      | Me            | H            | H                     |              |
|           | 4-FC                       | 4-F                                      | Me            | H            | H                     | 80096-51-1   |
|           | 2-FMC                      | 2-F                                      | Me            | H            | Me                    | 1186137-35-8 |
|           | 2-FEC                      | 2-F                                      | Me            | H            | Et                    |              |
|           | 3-FMC                      | 3-F                                      | Me            | H            | Me                    | 1049677-77-1 |
|           | 3-FEC                      | 3-F                                      | Me            | H            | Et                    |              |
|           | 2-CMC                      | 2-Cl                                     | Me            | H            | Me                    |              |
|           | 2-BMC                      | 2-Br                                     | Me            | H            | Me                    |              |
|           | 2-IMC                      | 2-I                                      | Me            | H            | Me                    |              |
|           | 2-TFMAP                    | 2-CF3                                    | Me            | H            | Me                    |              |
|           | Clophedrone                | 3-Cl                                     | Me            | H            | Me                    | 1049677-59-9 |
|           | 3-CEC                      | 3-Cl                                     | Me            | H            | Et                    |              |
|           | 3-BMC                      | 3-Br                                     | Me            | H            | Me                    |              |
|           | 3-IMC                      | 3-I                                      | Me            | H            | Me                    |              |
|           | 3-TFMAP                    | 3-CF3                                    | Me            | H            | Me                    |              |
|           | Flephedrone                | 4-F                                      | Me            | H            | Me                    | 447-40-5     |
|           | 4-FEC                      | 4-F                                      | Me            | H            | Et                    | 1225625-74-0 |
|           | Clephedrone                | 4-Cl                                     | Me            | H            | Me                    | 1225843-86-6 |
|           | 4-CEC                      | 4-Cl                                     | Me            | H            | Et                    |              |
|           | 4-CiPC                     | 4-Cl                                     | Me            | H            | iPr                   |              |
|           | 4-CBC                      | 4-Cl                                     | Me            | H            | nBu                   |              |
|           | 4-CDMC                     | 4-Cl                                     | Me            | Me           | Me                    |              |
|           | Brephedrone                | 4-Br                                     | Me            | H            | Me                    | 486459-03-4  |
|           | 4-BEC                      | 4-Br                                     | Me            | H            | Et                    |              |
|           | 4-IMC                      | 4-I                                      | Me            | H            | Me                    |              |
|           | 4-TFMAP                    | 4-CF3                                    | Me            | H            | Me                    |              |
|           | 4-EFMC                     | 4-(2-fluoroethyl)                        | Me            | H            | Me                    |              |
|           | 4-MTMC                     | 4-SCH3                                   | Me            | H            | Me                    |              |
|           | 4-MSMC                     | 4-SO2CH3                                 | Me            | H            | Me                    |              |
|           | 4-PHMC                     | 4-phenyl                                 | Me            | H            | Me                    |              |
|           | Mexedrone                  | 4-Me                                     | methoxymethyl | H            | Me                    |              |
|           | FMMC                       | 3-F-4-Me                                 | Me            | H            | Me                    |              |
|           | MFMC                       | 3-Me-4-F                                 | Me            | H            | Me                    |              |
|           | MMOMC                      | 3-Me-4-MeO                               | Me            | H            | Me                    |              |
|           | 3,4-DCMC                   | 3,4-dichloro                             | Me            | H            | Me                    |              |
|           | 3,5-DCMC                   | 3,5-dichloro                             | Me            | H            | Me                    |              |
|           | 3,5-DFMC                   | 3,5-difluoro                             | Me            | H            | Me                    |              |
|           | 2,5-DMOMC                  | 2,5-dimethoxy                            | Me            | H            | Me                    |              |
|           | βk-2C-C                    | 2,5-dimethoxy-4-chloro                   | H             | H            | H                     | 1538191-15-9 |
|           | βk-2C-B                    | 2,5-dimethoxy-4-bromo                    | H             | H            | H                     | 807631-09-0  |
|           | βk-2C-I                    | 2,5-dimethoxy-4-iodo                     | H             | H            | H                     |              |
|           | βk-2C-D                    | 2,5-dimethoxy-4-methyl                   | H             | H            | H                     | 1368627-25-1 |
|           | βk-2C-E                    | 2,5-dimethoxy-4-ethyl                    | H             | H            | H                     | 1517021-02-1 |
|           | βk-2C-P                    | 2,5-dimethoxy-4-propyl                   | H             | H            | H                     |              |
|           | βk-2C-iP                   | 2,5-dimethoxy-4-isopropyl                | H             | H            | H                     | 1511033-62-7 |
|           | βk-DOB                     | 2,5-dimethoxy-4-bromo                    | Me            | H            | H                     |              |
|           | βk-MDOM                    | 2,5-dimethoxy-4-methyl                   | Me            | H            | Me                    |              |
|           | βk-MDA                     | 3,4-methylenedioxy                       | Me            | H            | H                     | 80535-73-5   |
|           | N-acetyl-βk-MDA            | 3,4-methylenedioxy                       | Me            | H            | acetyl                |              |
|           | 2,3-MDMC                   | 2,3-methylenedioxy                       | Me            | H            | Me                    |              |
|           | Methylone                  | 3,4-methylenedioxy                       | Me            | H            | Me                    | 186028-79-5  |
|           | Dimethylone                | 3,4-methylenedioxy                       | Me            | Me           | Me                    |              |
|           | N-acetyl-methylone         | 3,4-methylenedioxy                       | Me            | acetyl       | Me                    |              |
|           | N-hydroxy-methylone        | 3,4-methylenedioxy                       | Me            | hydroxy      | Me                    |              |
|           | Ethylone                   | 3,4-methylenedioxy                       | Me            | H            | Et                    | 1112937-64-0 |
|           | Diethylone                 | 3,4-methylenedioxy                       | Me            | Et           | Et                    |              |
|           | N-acetyl-ethylone          | 3,4-methylenedioxy                       | Me            | acetyl       | Et                    |              |
|           | N-isopropyl-βk-MDA         | 3,4-methylenedioxy                       | Me            | H            | iPr                   |              |
|           | MDPT                       | 3,4-methylenedioxy                       | Me            | H            | t-Bu                  |              |
|           | BMDP                       | 3,4-methylenedioxy                       | Me            | H            | Bn                    |              |
|           | 3,4-EDMC                   | 3,4-ethylenedioxy                        | Me            | H            | Me                    |              |
|           | βk-IMP                     | 3,4-trimethylene                         | Me            | H            | Me                    |              |
|           | βk-IBP                     | 3,4-trimethylene                         | Et            | H            | Et                    |              |
|           | βk-IVP                     | 3,4-trimethylene                         | nPr           | H            | Et                    |              |
|           | 3-Fluorobuphedrone         | 3-F                                      | Et            | H            | Me                    |              |
|           | 4-Fluorobuphedrone         | 4-F                                      | Et            | H            | Me                    |              |
|           | 4-Bromobuphedrone          | 4-Br                                     | Et            | H            | Me                    |              |
|           | 4-MeMABP                   | 4-Me                                     | Et            | H            | Me                    | 1336911-98-8 |
|           | 4-Me-NEB                   | 4-Me                                     | Et            | H            | Et                    |              |
|           | 4-F-NEB                    | 4-F                                      | Et            | H            | Et                    |              |
|           | 4-Me-DMB                   | 4-Me                                     | Et            | Me           | Me                    |              |
|           | 3,4-DMEB                   | 3,4-dimethyl                             | Et            | H            | Et                    |              |
|           | 4-Methoxybuphedrone        | 4-MeO                                    | Et            | H            | Me                    |              |
|           | Butylone                   | 3,4-methylenedioxy                       | Et            | H            | Me                    | 802575-11-7  |
|           | Eutylone                   | 3,4-methylenedioxy                       | Et            | H            | Et                    | 802855-66-9  |
|           | βk-PBDB                    | 3,4-methylenedioxy                       | Et            | H            | nPr                   |              |
|           | Bn-4-MeMABP                | 4-Me                                     | Et            | H            | Bn                    | 1445751-39-2 |
|           | BMDB                       | 3,4-methylenedioxy                       | Et            | H            | Bn                    | 1445751-47-2 |
|           | βk-DMBDB                   | 3,4-methylenedioxy                       | Et            | Me           | Me                    | 802286-83-5  |
|           | βk-MMDMA                   | 3,4-methylenedioxy-5-MeO                 | Me            | H            | Me                    |              |
|           | βk-MMDMA-2                 | 2-MeO-3,4-methylenedioxy                 | Me            | H            | Me                    |              |
|           | βk-DMMDA                   | 2,5-diMeO-3,4-methylenedioxy             | Me            | H            | H                     |              |
|           | 5-Methylmethylone          | 3,4-methylenedioxy-5-Me                  | Me            | H            | Me                    | 1364933-83-4 |
|           | 5-Methylethylone           | 3,4-methylenedioxy-5-Me                  | Me            | H            | Et                    | 1364933-82-3 |
|           | 2-Methylbutylone           | 2-Me-3,4-methylenedioxy                  | Et            | H            | Me                    | 1364933-86-7 |
|           | 5-Methylbutylone           | 3,4-methylenedioxy-5-Me                  | Et            | H            | Me                    | 1354631-29-0 |
|           | Pentylone                  | 3,4-methylenedioxy                       | nPr           | H            | Me                    | 698963-77-8  |
|           | N-Ethylpentylone           | 3,4-methylenedioxy                       | nPr           | H            | Et                    | 727641-67-0  |
|           | N-propylpentylone          | 3,4-methylenedioxy                       | nPr           | H            | nPr                   |              |
|           | N-butylpentylone           | 3,4-methylenedioxy                       | nPr           | H            | nBu                   |              |
|           | Dipentylone                | 3,4-methylenedioxy                       | nPr           | Me           | Me                    |              |
|           | Hexylone                   | 3,4-methylenedioxy                       | nBu           | H            | Me                    |              |
|           | N-Ethylhexylone            | 3,4-methylenedioxy                       | nBu           | H            | Et                    |              |
|           | N-Ethylheptylone           | 3,4-methylenedioxy                       | nPe           | H            | Et                    |              |
|           | 4-MEAP                     | 4-Me                                     | nPr           | H            | Et                    | 746540-82-9  |
|           | 3,4-DMEP                   | 3,4-dimethyl                             | nPr           | H            | Et                    |              |
|           | 4-F-Pentedrone             | 4-F                                      | nPr           | H            | Me                    |              |
|           | 4-Cl-Pentedrone            | 4-Cl                                     | nPr           | H            | Me                    |              |
|           | 4-Methylpentedrone         | 4-Me                                     | nPr           | H            | Me                    | 1373918-61-6 |
|           | DL-4662                    | 3,4-dimethoxy                            | nPr           | H            | Et                    | 1674389-55-9 |
|           | 4-F-iPr-norpentedrone      | 4-F                                      | nPr           | H            | iPr                   |              |
|           | 3-CBV                      | 3-Cl                                     | nPr           | H            | tBu                   |              |
|           | 4-methylhexedrone          | 4-Me                                     | nBu           | H            | Me                    |              |
|           | MEH                        | 4-Me                                     | nBu           | H            | Et                    |              |
|           | 4-F-hexedrone              | 4-F                                      | nBu           | H            | Me                    |              |
|           | 4-F-octedrone              | 4-F                                      | hexyl         | H            | Me                    |              |
|           | α-phenylmephedrone         | 4-Me                                     | phenyl        | H            | Me                    |              |
|           | βk-Ephenidine              | H                                        | phenyl        | H            | Et                    | 22312-16-9   |
|           | "NRG-3"                    | β-naphthyl instead of phenyl             | Me            | H            | Me                    |              |
|           | βk-Methiopropamine         | thiophen-2-yl instead of phenyl          | Me            | H            | Me                    | 24065-17-6   |
|           | βk-5-MAPB                  | benzofuran-5-yl instead of phenyl        | Me            | H            | Me                    |              |
|           | βk-6-MAPB                  | benzofuran-6-yl instead of phenyl        | Me            | H            | Me                    |              |
|           | βk-5-IT                    | indol-5-yl instead of phenyl             | Me            | H            | H                     |              |
|           | α-Phthalimidopropiophenone | H                                        | Me            | phthalimido  | phthalimido           | 19437-20-8   |
|           | PPPO                       | H                                        | Me            | piperidinyl  | piperidinyl           |              |
|           | PPBO                       | H                                        | Et            | piperidinyl  | piperidinyl           |              |
|           | FPPVO                      | 4-F                                      | nPr           | piperidinyl  | piperidinyl           |              |
|           | MDPV-azepane               | 3,4-methylenedioxy                       | nPr           | azepane      | azepane               |              |
|           | Caccure 907                | 4-SCH3                                   | α,α-di-Me     | morpholinyl  | morpholinyl           |              |
|           | α-PPP                      | H                                        | Me            | pyrrolidinyl | pyrrolidinyl          | 19134-50-0   |
|           | α-PBP                      | H                                        | Et            | pyrrolidinyl | pyrrolidinyl          | 13415-54-8   |
|           | α-PVP (O-2387)             | H                                        | nPr           | pyrrolidinyl | pyrrolidinyl          | 14530-33-7   |
|           | α-PHP                      | H                                        | nBu           | pyrrolidinyl | pyrrolidinyl          | 13415-86-6   |
|           | α-PHiP                     | H                                        | iBu           | pyrrolidinyl | pyrrolidinyl          |              |
|           | α-PEP (α-PHPP)             | H                                        | nPe           | pyrrolidinyl | pyrrolidinyl          | 13415-83-3   |
|           | α-POP                      | H                                        | hexyl         | pyrrolidinyl | pyrrolidinyl          |              |
|           | α-PNP                      | H                                        | heptyl        | pyrrolidinyl | pyrrolidinyl          |              |
|           | DPPE                       | H                                        | phenyl        | pyrrolidinyl | pyrrolidinyl          | 27590-61-0   |
|           | α-PcPeP                    | H                                        | cyclopentyl   | pyrrolidinyl | pyrrolidinyl          |              |
|           | α-PCYP                     | H                                        | cyclohexyl    | pyrrolidinyl | pyrrolidinyl          | 1803168-11-7 |
|           | 2-MePPP                    | 2-Me                                     | Me            | pyrrolidinyl | pyrrolidinyl          |              |
|           | 3-MePPP                    | 3-Me                                     | Me            | pyrrolidinyl | pyrrolidinyl          | 1214940-01-8 |
|           | 4-MePPP                    | 4-Me                                     | Me            | pyrrolidinyl | pyrrolidinyl          | 1313393-58-6 |
|           | MOPPP                      | 4-MeO                                    | Me            | pyrrolidinyl | pyrrolidinyl          | 478243-09-3  |
|           | 3-F-PPP                    | 3-F                                      | Me            | pyrrolidinyl | pyrrolidinyl          | 1214939-99-7 |
|           | FPPP                       | 4-F                                      | Me            | pyrrolidinyl | pyrrolidinyl          | 28117-76-2   |
|           | Cl-PPP                     | 4-Cl                                     | Me            | pyrrolidinyl | pyrrolidinyl          |              |
|           | 2,4-DMPPP                  | 2,4-dimethyl                             | Me            | pyrrolidinyl | pyrrolidinyl          |              |
|           | 3-MPBP                     | 3-Me                                     | Et            | pyrrolidinyl | pyrrolidinyl          | 1373918-60-5 |
|           | 3-F-PBP                    | 3-F                                      | Et            | pyrrolidinyl | pyrrolidinyl          | 1373918-59-2 |
|           | MPBP                       | 4-Me                                     | Et            | pyrrolidinyl | pyrrolidinyl          | 732180-91-5  |
|           | FPBP                       | 4-F                                      | Et            | pyrrolidinyl | pyrrolidinyl          | 1373918-67-2 |
|           | EPBP                       | 4-Et                                     | Et            | pyrrolidinyl | pyrrolidinyl          |              |
|           | MOPBP                      | 4-MeO                                    | Et            | pyrrolidinyl | pyrrolidinyl          |              |
|           | MMOPBP                     | 3-Me-4-MeO                               | Et            | pyrrolidinyl | pyrrolidinyl          |              |
|           | O-2384                     | 3,4-dichloro                             | Et            | pyrrolidinyl | pyrrolidinyl          | 850352-65-7  |
|           | Pyrovalerone (O-2371)      | 4-Me                                     | nPr           | pyrrolidinyl | pyrrolidinyl          | 3563-49-3    |
|           | 3-F-PVP                    | 3-F                                      | nPr           | pyrrolidinyl | pyrrolidinyl          |              |
|           | FPVP                       | 4-F                                      | nPr           | pyrrolidinyl | pyrrolidinyl          | 850352-31-7  |
|           | 4-Cl-PVP                   | 4-Cl                                     | nPr           | pyrrolidinyl | pyrrolidinyl          |              |
|           | 4-Br-PVP                   | 4-Br                                     | nPr           | pyrrolidinyl | pyrrolidinyl          |              |
|           | MOPVP                      | 4-MeO                                    | nPr           | pyrrolidinyl | pyrrolidinyl          | 5537-19-9    |
|           | DMOPVP                     | 3,4-dimethoxy                            | nPr           | pyrrolidinyl | pyrrolidinyl          | 850442-84-1  |
|           | DMPVP                      | 3,4-dimethyl                             | nPr           | pyrrolidinyl | pyrrolidinyl          |              |
|           | O-2390                     | 3,4-dichloro                             | nPr           | pyrrolidinyl | pyrrolidinyl          | 850352-61-3  |
|           | MFPVP                      | 3-methyl-4-fluoro                        | nPr           | pyrrolidinyl | pyrrolidinyl          |              |
|           | MPHP                       | 4-Me                                     | nBu           | pyrrolidinyl | pyrrolidinyl          | 34138-58-4   |
|           | FPHP                       | 4-F                                      | nBu           | pyrrolidinyl | pyrrolidinyl          |              |
|           | 4-Cl-PHP                   | 4-Cl                                     | nBu           | pyrrolidinyl | pyrrolidinyl          |              |
|           | DMOPHP                     | 3,4-dimethoxy                            | nBu           | pyrrolidinyl | pyrrolidinyl          |              |
|           | 3F-PiHP                    | 3-F                                      | iBu           | pyrrolidinyl | pyrrolidinyl          |              |
|           | 4F-PiHP                    | 4-F                                      | iBu           | pyrrolidinyl | pyrrolidinyl          |              |
|           | O-2394                     | 4-Me                                     | iBu           | pyrrolidinyl | pyrrolidinyl          | 850352-51-1  |
|           | MPEP                       | 4-Me                                     | pentyl        | pyrrolidinyl | pyrrolidinyl          |              |
|           | 4F-PV8                     | 4-F                                      | pentyl        | pyrrolidinyl | pyrrolidinyl          |              |
|           | 4-MeO-PV8                  | 4-MeO                                    | pentyl        | pyrrolidinyl | pyrrolidinyl          |              |
|           | 4F-PV9                     | 4-F                                      | hexyl         | pyrrolidinyl | pyrrolidinyl          |              |
|           | 4-MeO-PV9                  | 4-MeO                                    | hexyl         | pyrrolidinyl | pyrrolidinyl          |              |
|           | α-Phenylpyrovalerone       | 4-Me                                     | phenyl        | pyrrolidinyl | pyrrolidinyl          |              |
|           | MDPPP                      | 3,4-methylenedioxy                       | Me            | pyrrolidinyl | pyrrolidinyl          | 783241-66-7  |
|           | MDMPP                      | 3,4-methylenedioxy                       | α,α-di-Me     | pyrrolidinyl | pyrrolidinyl          |              |
|           | MDPBP                      | 3,4-methylenedioxy                       | Et            | pyrrolidinyl | pyrrolidinyl          | 784985-33-7  |
|           | MDPV                       | 3,4-methylenedioxy                       | nPr           | pyrrolidinyl | pyrrolidinyl          | 687603-66-3  |
|           | 2,3-MDPV                   | 2,3-methylenedioxy                       | nPr           | pyrrolidinyl | pyrrolidinyl          |              |
|           | 5-Me-MDPV                  | 3,4-methylenedioxy-5-Me                  | nPr           | pyrrolidinyl | pyrrolidinyl          |              |
|           | 6-Me-MDPV                  | 2-Me-4,5-methylenedioxy                  | nPr           | pyrrolidinyl | pyrrolidinyl          |              |
|           | 6-MeO-MDPV                 | 2-MeO-4,5-methylenedioxy                 | nPr           | pyrrolidinyl | pyrrolidinyl          |              |
|           | Br-MeO-MDPV                | 2,3-methylenedioxy-4-MeO-5-Br            | nPr           | pyrrolidinyl | pyrrolidinyl          |              |
|           | MDPiVP                     | 3,4-methylenedioxy                       | iPr           | pyrrolidinyl | pyrrolidinyl          |              |
|           | MDPHP                      | 3,4-methylenedioxy                       | nBu           | pyrrolidinyl | pyrrolidinyl          | 776994-64-0  |
|           | MDPEP (MD-PV8)             | 3,4-methylenedioxy                       | pentyl        | pyrrolidinyl | pyrrolidinyl          |              |
|           | MDPOP (MD-PV9)             | 3,4-methylenedioxy                       | hexyl         | pyrrolidinyl | pyrrolidinyl          |              |
|           | 5-PPDI                     | 3,4-trimethylene                         | Et            | pyrrolidinyl | pyrrolidinyl          |              |
|           | 5-BPDI                     | 3,4-trimethylene                         | nPr           | pyrrolidinyl | pyrrolidinyl          |              |
|           | 5-HPDI                     | 3,4-trimethylene                         | nBu           | pyrrolidinyl | pyrrolidinyl          |              |
|           | IPPV                       | 3,4-trimethylene                         | phenyl        | pyrrolidinyl | pyrrolidinyl          |              |
|           | TH-PVP                     | 3,4-tetramethylene                       | nPr           | pyrrolidinyl | pyrrolidinyl          |              |
|           | TH-PHP                     | 3,4-tetramethylene                       | nBu           | pyrrolidinyl | pyrrolidinyl          |              |
|           | 5-DBFPV                    | 2,3-dihydrobenzofuran-5-yl instead of Ph | nPr           | pyrrolidinyl | pyrrolidinyl          | 1620807-94-4 |
|           | 3-BF-PVP                   | benzofuran-3-yl instead of Ph            | nPr           | pyrrolidinyl | pyrrolidinyl          |              |
|           | Naphyrone (O-2482)         | β-naphthyl instead of phenyl             | nPr           | pyrrolidinyl | pyrrolidinyl          | 850352-53-3  |
|           | α-Naphyrone                | α-naphthyl instead of phenyl             | nPr           | pyrrolidinyl | pyrrolidinyl          |              |
|           | α-PPT                      | thiophen-2-yl instead of phenyl          | Me            | pyrrolidinyl | pyrrolidinyl          |              |
|           | α-PBT                      | thiophen-2-yl instead of phenyl          | Et            | pyrrolidinyl | pyrrolidinyl          |              |
|           | α-PVT                      | thiophen-2-yl instead of phenyl          | nPr           | pyrrolidinyl | pyrrolidinyl          | 1400742-66-6 |

## Status legale
Il 2 aprile 2010, il Consiglio consultivo sull'abuso di droghe nel Regno Unito ha annunciato che sarebbe stato istituito un ampio divieto basato sulla struttura (e non quindi su una molecola precisa) di questa intera classe di composti, a seguito di un'ampia pubblicità sulle vendite sul mercato grigio e sull'uso ricreativo del mefedrone, un comune membro della famiglia. Questo divieto copre i composti con la suddetta struttura generale, con 28 composti specificatamente denominati.

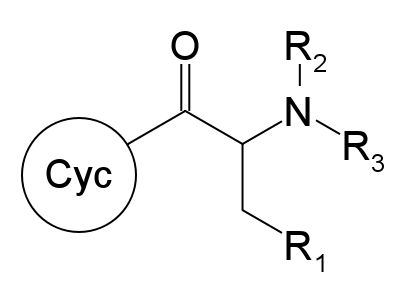
Struttura chimica generale dei nafironi sostituiti, con R _{1} -R _{3} definito nel testo

Le sostituzioni nella struttura generale per analoghi del nafirone soggetti al divieto possono essere descritte come segue:
- Cyc = qualsiasi sistema ad anello monociclico o fuso-policiclico (che non sia un anello fenilico o un sistema ad anello alchilendiossifenile), compresi gli analoghi in cui il sistema ad anello è sostituito in qualsiasi misura con sostituenti alchilici, alcossilici, aloalchilici o alogenuri, anche se non ulteriormente sostituiti in il sistema ad anello da uno o più altri sostituenti univalenti
- R 1 = idrogeno o qualsiasi gruppo alchile
- R 2 = idrogeno, qualsiasi gruppo alchilico o incorporazione in una struttura ciclica
- R 3 = idrogeno, qualsiasi gruppo alchilico o incorporazione in una struttura ciclica

Tuttavia, sono continuati ad apparire altri nuovi derivati, con il Regno Unito che ha segnalato più nuovi derivati del catinone rilevati nel 2010 rispetto a qualsiasi altro paese in Europa, con la maggior parte di essi identificati per la prima volta dopo l'entrata in vigore del divieto generico e quindi già illegali nonostante non siano mai stati segnalato in precedenza.
Negli Stati Uniti, i catinoni sostituiti sono gli ingredienti psicoattivi dei catinoni sintetici che a partire dal luglio 2011 erano stati banditi da almeno 28 stati, ma non dal governo federale.